# Boguszewo (gmina Trzcianne)
Boguszewo – kolonia w Polsce położona w województwie podlaskim, w powiecie monieckim, w gminie Trzcianne.
W latach 1975–1998 miejscowość należała administracyjnie do województwa białostockiego.
Wierni kościoła rzymskokatolickiego należą do parafii NMP Królowej Polski w Boguszewie lub do parafii św. Apostołów Piotra i Pawła w Trzciannem.